# ماسآكي إيزوكا
ماسآكي إيزوكا (飯塚昌明 إيزوكا ماسآكي) هو ملحن وعازف جيتار ياباني ولد في 22 فبراير 1967 في توكاميتشي، نيغاتا.

## أعماله في الأنمي

### مسلسلات أنمي تلفزيونية
- NEEDLESS (بالتعاون مع تاتسيا كاتو)
- توغاينو نو تشي (بالتعاون مع توموهيسا إيشيكاوا)

## وصلات خارجية
- ماسآكي إيزوكا على موقع ميوزك برينز (الإنجليزية)
- ماسآكي إيزوكا على موقع ديسكوغز (الإنجليزية)
- ماسآكي إيزوكا على موقع ANN person (الإنجليزية)